# Гуаньинь

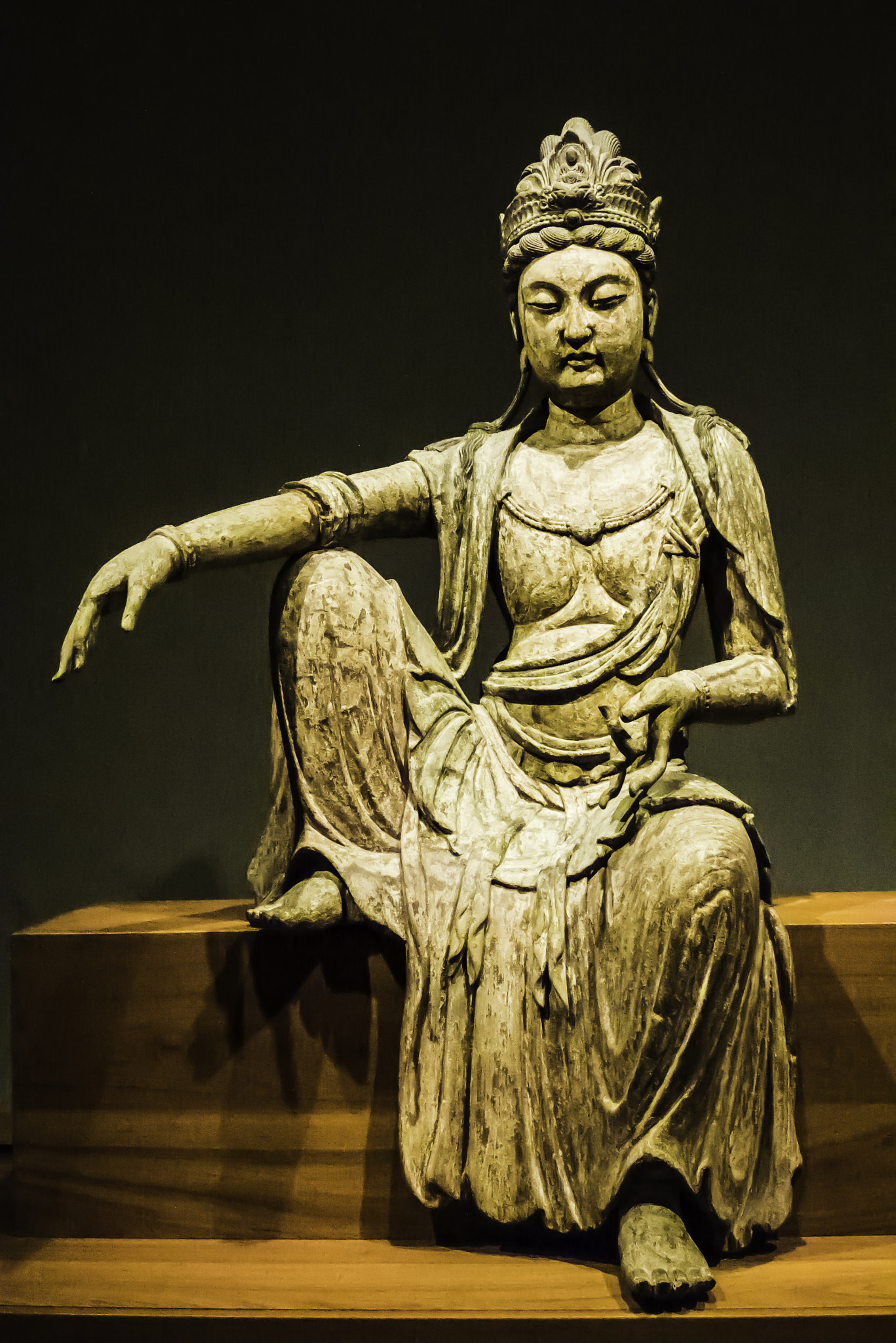
Статуя Гуаньинь эпохи Сун (XI век). Музей искусств в Гонолулу, Гавайи, США

Гуаньинь (кит. трад. 觀音, упр. 观音, пиньинь Guānyīn, палл. Гуань-инь, Гуань Инь: «Рассматривающая звуки мира» или «наблюдающая за звуками») — богиня (бодхисаттва) милосердия в китайском буддизме.

## Имена в разных традициях
В Китае также известна как кит. трад. 觀世音, упр. 观世音, пиньинь Guānshìyīn, палл. Гуаньшиинь, кит. трад. 觀自在, упр. 观自在, пиньинь Guānzìzài, палл. Гуаньцзыцзай. 
В Японии c VI века как яп. 観音 Каннон, Канъон, устар. Кваннон, яп. 観世音 Кандзэон, яп. 観自在 Кандзидзай, яп. 観世自在 Кандзэдзидзай. 
В Корее как кор. 관음?, 觀音?, кор. 관세음?, 觀世音? Квансеым. 
В странах Юго-Восточной Азии как вьет. Quan Âm Куан-ам; тайск. กวนอิม Куан Им, тайск. พระแม่กวนอิม Пхра Мэ Куан Им; тайск. เจ้าแม่กวนอิม; бирм. ကွမ်ရင် Куанйин; индон. Kwan Im, индон. Dewi Kwan Im, индон. Mak Kwan Im, кхмер. ក្វានយីន Kván Yín.
В Центральной Азии Гуаньинь отождествляется с Тарой

## Происхождение

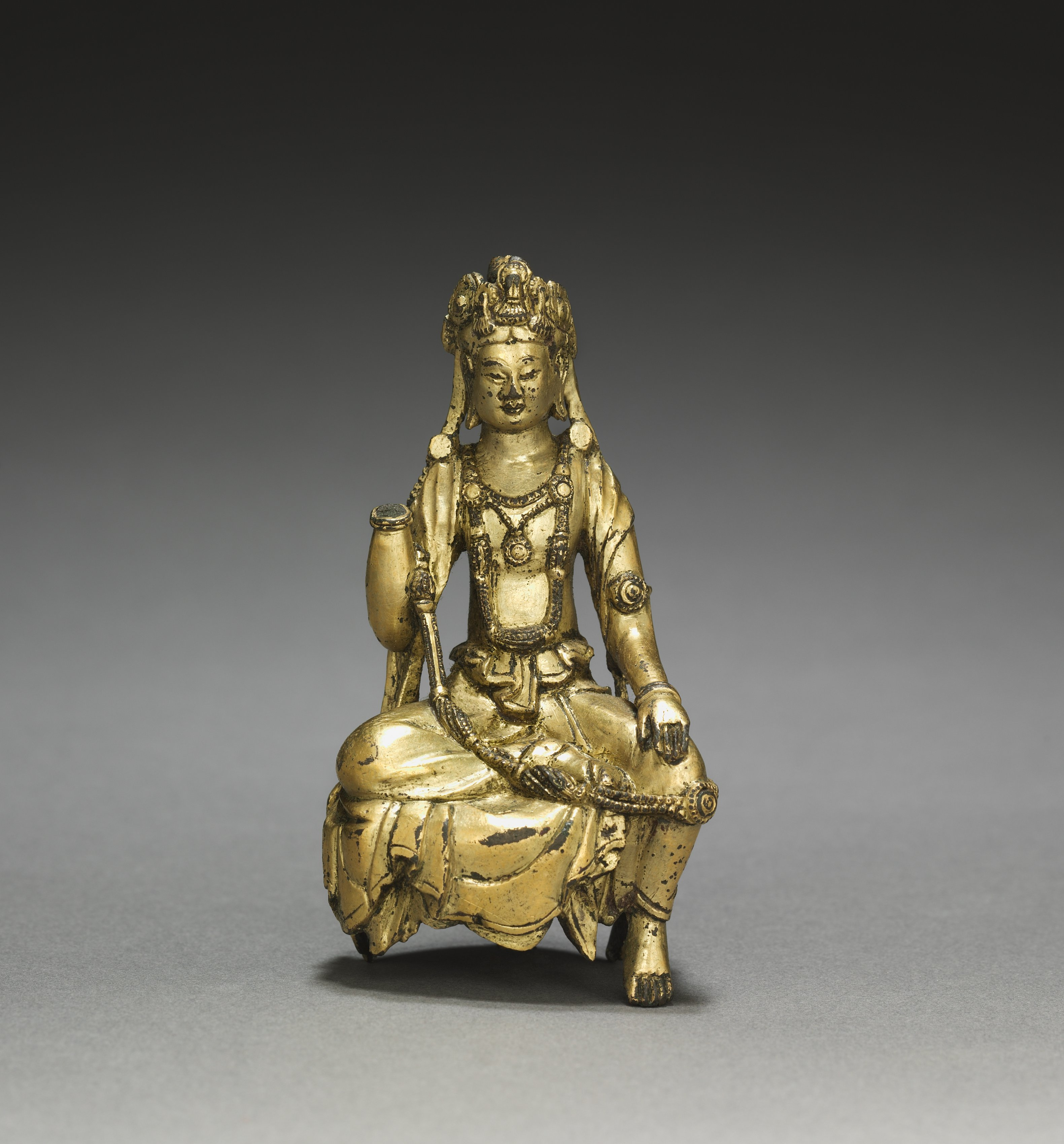
Одно из ранних изображений бронзовой Гуаньинь (VI век, династия Суй)

Этимологически Гуаньинь — это прямой перевод санскр. अवलोकितेश्वर Авалокитешвара, однако в китайской традиции это женский персонаж. Феминизация образа завершилась в X веке. Существует версия, что представление о женской Гуаньинь распространилось в народной среде, тогда как в монастырях сохранялся образ мужской версии. Отчасти образ наложился на легенду о Мяошань (XII век), дочери царя одного из южнокитайских государств, которая воспротивилась воле отца и ушла в монастырь. После смерти она попала в ад, но была спасена оттуда Буддой и превратилась в богиню острова Путошань. Также она получила титул «да цы да бэй цзю ку цзю нань на мо лин гань Гуань ши инь пуса», то есть «премилосердный, спасающий от мук и бедствий, прибежище прибегающих, чудотворный владыка мира Бодхисаттв».

## Культ
В китайском буддизме существуют две основных школы, практика которых тесно связана с именем бодхисаттвы Гуаньшиинь — школа Тяньтай (VI век) и школа Цзинту (V век).

## Изображения

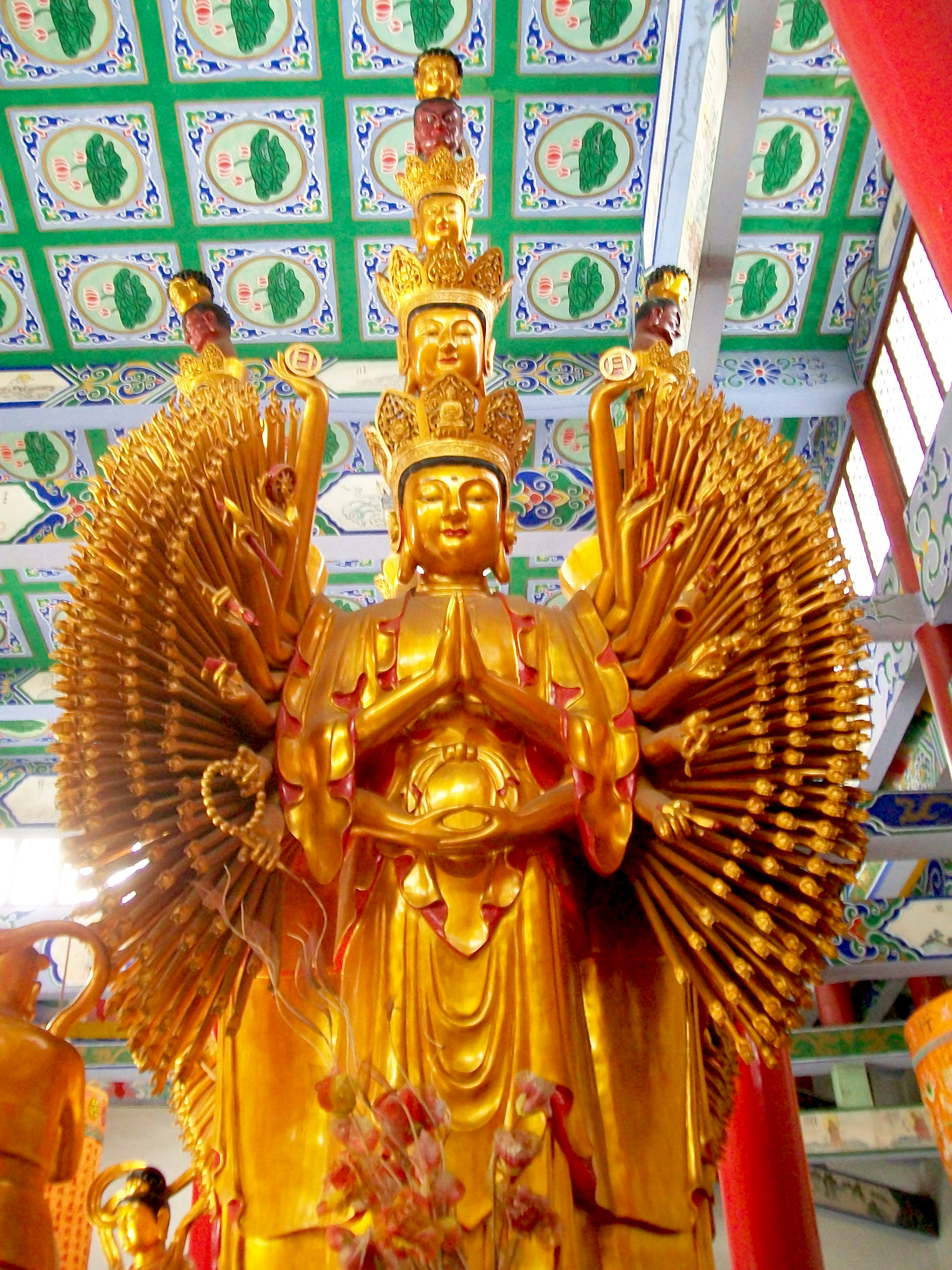
Многорукая и многоликая Гуаньинь (КНР, Аньхой)

Наиболее часто Гуаньинь изображают с четырьмя руками, восемью руками и одиннадцатью ликами, тысячерукой, хотя канонами предусматриваются и более сложные изображения, вплоть до 84000-рукого и 84000-ликого (они практически не встречаются).
Обычные иконографические атрибуты: ветка ивы, белая мантия и нефритовое ожерелье, нередко она стоит на спине дракона. Также ее характеризуют кувшин, верёвка (символ спасения от бед), книга («Праджняпарамита-сутра»), чётки, посох, трезубец, юбка из тигровой шкуры (символ бесстрашия).
У тысячерукого изображения на каждой ладони есть глаз: ими бодхисаттва видит одновременно всех находящихся в беде в бесчисленных мирах Вселенной, этими руками она их спасает.
Гуаньинь часто выступает под именем Гуаньцзыцзай, как в милостивом, так и в грозном обличье.
В облике борца со злом, в мифах и легендах, Гуаньинь нередко появляется в китайских сказаниях в паре с Эрлан-шэнем.

## Легенды

### Гуаньинь и тысяча рук
Одна буддийская легенда из «Полной истории Гуаньинь и южных морей» (南海觀音全撰) описывает, что Гуаньинь поклялась не знать покоя, пока все живые существа не будут освобождены от сансары или перерождений. Несмотря на упорные усилия, она видела, что ещё очень многие несчастные существа не спасены. От стараний постичь нужды столь многих её голова раскололась на одиннадцать частей. Будда Амитабха, видя это, наделил её одиннадцатью головами, чтобы слышать крики страдающих. Тогда Гуаньинь попыталась дотянуться до всех нуждающихся в помощи, но обнаружила, что её руки разрываются на части. И вновь Амитабха пришёл на помощь и дал ей тысячу рук.

### Легенда о Мяо Шань
История, изложенная в «Драгоценном свитке Горы Благоухания», описывает земное воплощение Гуань-инь как дочь жестокого короля, который хотел выдать её замуж за богатого, но безразличного человека. Эта история обычно приписывается исследованию буддийского монаха Цзян Чжици в XI веке. Вероятно, она имеет даосское происхождение. Цзян Чжици полагал, что Гуаньинь была на самом деле принцессой по имени Мяо Шань (妙善), исповедовавшей буддизм на Горе Благоухания. Но в китайской мифологии много вариантов этой истории.
Согласно этой истории, после того, как король предложил своей дочери Мяо Шань выйти за богача, она ответила, что подчинится его велению, если брак облегчит три несчастья: страдания людей от старения, страдания людей от болезней и страдания от смерти. А если брак ничему такому не поможет, она бы предпочла уйти в религию. Когда отец спросил, кто же может оказать такую помощь, Мяо Шань указала, что на это способен врач. Отец рассердился, ибо он хотел выдать её за властного и богатого человека, а не целителя. Он принудил её к тяжкому труду, ограничил в еде и питье, но она не поддавалась. Каждый день она просила отпустить её в монахини. В конце концов, отец позволил ей работать при храме, но приказал монахам давать ей самые тяжёлые поручения. Монахи заставляли Мяо Шань работать днём и ночью, но её доброта привлекла ей на помощь животных, обитавших вокруг храма. Отец, видя это, так расстроился, что попытался сжечь храм. Мяо Шань потушила огонь и даже не обожглась. Поражённый страхом, отец приговорил её к смерти.
По одной версии, когда Гуаньинь казнили, чудесный тигр забрал её в одно из самых адских царств мёртвых. Но демоны не тронули её, а вокруг расцвели цветы. Просто пребывая в этом аду, Гуаньинь превратила его в рай.
По другой версии, когда палач пытался осуществить казнь, его топор разлетелся на тысячу осколков; затем так же раскололся меч, а стрелы отворачивали от неё. Тогда он в отчаянии убил её голыми руками. Мяо Шань простила его, понимая, что он был вынужден выполнить королевский приказ, и приняла на себя кармическую вину. Поэтому она и попала в ад. Здесь она непосредственно увидела ужасы и страдания, которым подвергаются существа, и преисполнилась горя. Она освободила многие страдающие души назад на Небо и Землю. При этом сам ад стал раем. Чтобы предотвратить разрушение своего царства, Яньло послал её обратно на землю, и после этого она появилась на Горе Благоухания.
Ещё одна версия говорит, что Мяо Шань вообще не умирала, а чудесный тигр непосредственно отвёз её на Гору Благоухания.
Легенда о Мяо Шань обычно заканчивается тем, что Мяо Чжуанъянь, отец Мяо Шань, заболел желтухой. Ни один врач не мог его исцелить. Но тут какой-то монах заявил, что желтуху можно вылечить зельем из глаз и рук человека, не знающего гнева, и подсказал, что такого можно найти на Горе Благоухания. Когда это дошло до Мяо Шань, она сама предложила свои глаза и руки. Мяо Чжуанъянь исцелился и пришёл на Гору Благоухания выразить благодарность своему благодетелю. Узнав, что это его дочь пожертвовала собой, он просил у неё прощения. Мяо Шань превратилась в Тысячерукую Гуаньинь, а король, королева и её две сестры построили на горе храм в её честь. Гуаньинь собиралась вознестись на Небеса, но услышала стоны и плач страдающих и, преисполнившись сострадания, вернулась на Землю, поклявшись, что не покинет её, пока не прекратится всякое страдание.
Вернувшись на Землю, Гуаньинь несколько лет пребывала на острове Путошань, где предавалась медитации, усмиряла угрожавшее судам бурное море, помогала морякам и рыбакам, севшим на мель; поэтому ей часто поклоняются как покровительнице моряков и рыбаков. Десятилетия спустя Гуаньинь вернулась на Гору Благоухания, чтобы продолжить свою медитацию.

### Гуаньинь и Шань Цзай
Легенда гласит, что Шань Цзай ("Судхана",  санскрит) был маленьким калекой из Индии, интересовавшимся изучением буддийского учения. Услышав, что на острове Путошань есть учитель буддизма, он сразу же отправился в путь. Прибыв на остров, он сумел разыскать бодхисаттву Гуаньинь. Та, побеседовав с ним, решила испытать его решимость всецело предаться учению и навела иллюзию — напавших на неё трёх пиратов с мечами. Преследуемая ими Гуаньинь бросилась к краю обрыва. Шань Цзай, увидев это, изо всех сил заковылял в гору, чтобы защитить учителя, но сорвался. Гуаньинь остановила его падение и затем велела ему идти. Шань Цзай обнаружил, что может теперь нормально ходить, он больше не калека, а взглянув в пруд, увидел, что стал также очень красив. С того дня Гуаньинь наставляла Шань Цзая в буддийском учении.

### Гуаньинь и Лун Ну
Спустя много лет после того, как Шань Цзай стал учеником Гуаньинь, в Южно-Китайском море стряслась беда: сын одного из королей-драконов, правителей моря, приняв облик рыбы, попался рыбаку. Вытащенный на сушу, он не мог вернуть облик дракона, и его могущественный отец не мог ничего поделать.
Услышав, как юный дракон взывает ко всем на Небесах и Земле, Гуаньинь спешно послала Шань Цзая, велев ему выкупить рыбу, и дала ему все деньги, что у неё были. Однако на рынке собралась толпа, удивлённая тем, что эта рыба жива после стольких часов после улова. Люди решили, что могли бы стать бессмертны, отведав её, и легко перекрыли цену, которую мог дать Шань Цзай. Тот начал просить продавца сохранить рыбе жизнь. Толпа стала возмущаться, но тут издали донёсся голос Гуаньинь: «Жизнь должна принадлежать тому, кто стремится спасти её, а не тому, кто пытается забрать её». Пристыжённые люди разошлись, а Шань Цзай принёс рыбу к Гуаньинь, тут же отпустившей её в море. Тут рыба вновь превратилась в дракона и вернулась домой. Ныне Гуаньинь иногда изображается с корзинкой для рыбы, с намёком на эту историю.
В награду за спасение сына король-дракон послал к ней свою внучку Лун Ну («Девочка-дракон») с постоянно сияющей Жемчужиной Света. Под впечатлением от богини, Лун Ну попросилась к ней в ученицы. Гуаньинь согласилась наставлять её буддийскому учению (дхарме), если та возьмёт Жемчужину Света себе.
В иконографии Лун Ну и Шань Цзай часто присутствуют рядом с Гуаньинь в облике двух детей. Лун Ну держит чашу или слиток, представляющий Жемчужину Света, а Шань Цзай изображается со сложенными ладонями и слегка согнутыми коленями, что намекает на его прежнее увечье.

### Гуаньинь и верный сыновьему долгу попугай
«Драгоценный свиток попугая» рассказывает историю о попугае, который стал учеником Гуаньинь. Во времена династии Тан маленький попугай отправляется на поиски любимого лакомства его матери, но его ловят браконьеры. Когда ему удаётся освободиться, оказывается, что его мать уже умерла. Попугай предаётся скорби и устраивает ей похороны, а затем решает стать учеником Гуаньинь. В иконографии этот попугай имеет белый цвет и обычно изображается справа и сверху от Гуаньинь, с жемчужиной или молельной бусиной в клюве. Попугай стал символом сыновьей почтительности.